# Плано Реал
Плано Реал (на португалски: Plano Real) е пакет от икономически мерки, въведени в Бразилия през 1994 година и имащи за цел стабилизация на паричната единица и премахване на високата инфлация. Той е въведен от Фернанду Енрики Кардозу, финансов министър в администрацията на президента Итамар Франку. Планът включва въвеждането на нова парична единица, бразилски реал, намаляване на бюджетния дефицит, повишаване на лихвите и специални мерки за управление на платежния баланс.